# 1608 a tudományban
Az 1608. év a tudományban és a technikában.

## Csillagászat
- Hans Lippershey feltalálja a lencsés távcsövet.

## Születések
- január 28. - Giovanni Alfonso Borelli tudós († 1679)
- október 15. - Evangelista Torricelli fizikus, matematikus († 1647)
- augusztus 4. - John Tradescant botanikus († 1662)

## Halálozások
- John Dee matematikus (* 1527)